# Йован Авакумович
Йован Авакумович (на сръбски: Јован Авакумовић) е сръбски юрист и политик, водач на Либералната партия през 1889–1895 и 1901–1903 година. Участник в заговора за убийството на крал Александър Обренович, след Майския преврат през 1903 година Авакумович е за кратко министър-председател на Сърбия.

## Биография
Авакумович завършва юридически факултет в Белград, през 1862-1866 година следва право в Хайделберг, Берлин, Цюрих и Париж. След завръщането си в Сърбия работи като държавен служител в касационния съд. През 1875 е префект на Белград. През 1880 и отново през 1887 година е министър на правосъдието в правителствата на Йован Ристич. От 1881 до 1887 година е член на Касационния съд.
След абдикацията на крал Милан и назначаването на Ристич за първи регент на малолетния Александър, Авакумович застава начело на Либералната партия. През 1892 година, когато настъпва разрив между регентството и управляващата Радикална партия, той оглавява правителството и външното министерство. В борба с радикалите съумява да спечели изборите през пролетта на 1893 година, но скоро след това е отстранен от министър-председателския пост с държавен преврат, извършен от крал Александър.
Авакумович се включва в офицерския заговор за убийството на краля. Веднага след преврата в края на май 1903 година съставя временно правителство, при което е избран нов крал – Петър Караджорджевич. След това Авакумович се оттегля от политиката и оглавява адвокатска кантора в Белград.
Авакумович е автор на многобройни юридически трактати, в това число 10-томна „Теория на наказателното право“ („Теориjа казненог права“), издадена в Белград между 1887 и 1897 година. От 1893 година е член на Сръбската кралска академия.